# Прокопьевский трамвай
Прокопьевский трамвай — система городского электрического трамвая в городе Прокопьевске в Кемеровской области. Открыта в истории общественного транспорта 18 мая 1936 года. Прокопьевское трамвайное хозяйство эксплуатируется муниципальным унитарным предприятием «Горэлектротранс» (МУП «ГЭТ»).

## История
Трамвайное движение в Прокопьевске было открыто 18 мая 1936 года. Трамвай был построен трестом «Прокопьевскуголь» для подвоза работников к многочисленным угольным предприятиям, расположенным рядом с городом. Первая однопутная трамвайная линия с разъездами была проложена от горного техникума до шахты им. Калинина. Трамвайное депо было организовано в мастерских соседней шахты № 8. Для открытия движения из Москвы были переданы три трамвайных вагона Ф.

### Хронология
- 1934 год — начало строительства трамвайной инфраструктуры.
- 1936 год — открытие трамвайного движения от горного техникума до шахты им. Калинина; продление линии от шахты до городской поликлиники.
- 1937 год — открытие линии от городской поликлиники до Комсомольской ул.
- 1952 год — открытие линии от Комсомольской ул. до Торговой ул.
- 1956 год — открытие не связанной с остальной сетью трамвайной линии от шахты «Коксовая» до ДК им. Сталина, а также открытие депо № 2 в Ясной Поляне.
- 1959 год — открытие трамвайного депо № 1 на Высокогорной ул. и ликвидация депо в мастерских шахты им. Калинина.
- 1963 год — открытие линии от ДК «ПЗША» (горный техникум) до парка им. 40-летия ВЛКСМ.
- 1964 год — открытие линий от парка им. 40-летия ВЛКСМ до шахты «Зиминка 3—4» и от Фасадной ул. до шахты «Коксовая», приведшее к объединению трамвайной сети.
- 1972 год — открытие линии от просп. Гагарина до РТТЗ.
- 1974 год — открытие линии от РТТЗ до ПФЗ.
- 1975 год — открытие линии от шахты «Тырганская» («Зиминка 3—4») до шахты «Зиминка 1—2».
- 1976 год — открытие линии от шахты «Зиминка 1—2» до хлебозавода.
- 1981 год — открытие линий от ПФЗ до «Строительной» и от Ясной Поляны до шахты «Северный Маганак».
- 1987 год — открытие трамвайного депо № 3 на Луговой ул. (возле РТТЗ).
- 1993 год — открытие линии от «Строительной» до БТИ.
- 2003 год — демонтаж линии от Профсоюзной ул. до шахты «Северный Маганак».
- 2008 год — открытие второго пути на линии от ДК им. Горького до депо № 2.
- 2—8 октября 2012 года — в качестве эксперимента запускается новый трамвайный маршрут № 3А «РТТЗ — Депо № 2».
- 9 октября 2012 года — по результатам пробной эксплуатации трамвайный маршрут № 3А «РТТЗ — Депо № 2» переходит в постоянный режим работы с выпуском 4 вагона.
- 1 сентября 2013 года — по маршруту № 3 на перегоне «ПТУ» — «Энергоуправление» ликвидировано трамвайно-железнодорожное пересечение в одном уровне, трамвайные пути перенесены из кривой.
- 20 ноября 2013 года — построено новое трамвайное кольцо «ДК «Ясная Поляна»» для маршрутов № 3 и № 7.
- 1 декабря 2013 года — закрывается трамвайное депо № 2; выпуск вагонов на маршруты № 3 и № 7 будет осуществляться из депо № 1.
- 1 июня 2016 года — сокращается выпуск вагонов на маршрут № 5 до двух единиц с интервалом 60 минут; обсуждается вопрос о закрытии маршрута № 5 с последующим демонтажем линии от кольца «Разрез „Прокопьевский“» до кольца «Хлебозавод», а также поднимается вопрос о закрытии депо № 3.
- 1 ноября 2016 года — закрывается трамвайный маршрут № 5 «БТИ — Хлебозавод»; маршрут № 9 перенумеровывают в № 5.
- 5 декабря 2016 года — закрывается трамвайное депо № 3; выпуск вагонов на маршруты № 4 и № 5 будет осуществляться из депо № 1.
- 1 апреля 2017 года — начата перенумерация подвижного состава: в течение апреля бортовые номера всех вагонов будут приведены к виду 1**.
- 12 апреля 2017 года — начат демонтаж трамвайных путей от кольца «Разрез „Прокопьевский“» до кольца «Хлебозавод».
- 1 июля 2017 года — закончен демонтаж трамвайных путей от кольца «Разрез „Прокопьевский“» до кольца «Хлебозавод».
- 13 июля 2017 года — в связи с окончанием строительства однопутного участка с Мурманской ул. на ул. Ясная Поляна открыт новый маршрут № 8 «Завод „Электромашина“ — Аптека»; трамваи нового маршрута при движении с остановки «Завод „Электромашина“» в сторону остановки «Аптека», расположенной в микрорайоне Северный Маганак, следуют через кольцо «ДК им. Горького», а в обратном направлении — напрямую по новому повороту, минуя заезд на Ясную Поляну.

- 13 ноября 2021 года — в качестве эксперимента объединены трамвайные маршруты № 6, № 3 и № 7 в единую для движения трассу; трамваи в ходе эксперимента поочерёдно следуют от «Строительной» до «„Электромашины“» (маршрут № 6), затем от «„Электромашины“» до «ДК им. Горького» (маршрут № 3) и далее от «ДК им. Горького» до «Аптеки» (маршрут № 7).

## Подвижной состав

### Виды
В 2008 году прокопьевский трамвай был представлен 5 видами пассажирских трамвайных вагонов:
- 71-605;
- 71-605А;
- 71-608К;
- 71-608КМ;
- 71-619КТ.

В 2011 году были закуплены вагоны производства белорусского завода «Белкоммунмаш» моделей АКСМ-60102 и АКСМ-62103.
Ранее в Прокопьевске эксплуатировались вагоны:
- 1936—1959 — Ф;
- 1938—1964 — Х/М;
- 1957—1969 — МС;
- 1956—1964 — ПС;
- 1953—1971 — КТМ-1/КТП-1;
- 1961—1972 — КТМ-2/КТП-2;
- 1976—? — МТВ-82;
- 1966—1973 — РВЗ-6;
- 1970—1973 — РВЗ-6М.

### Динамика
Согласно данным Росстата, в Прокопьевске наблюдается плавное снижение численности подвижного состава трамвая.
| Год        | 1940 | 1950 | 1960 | 1970 | 1980 | 1990 | 1995 | 2000 | 2001 | 2002 | 2003 | 2004 | 2005 | 2008 | 2006 | 2021 | 2025 |
| Количество | 14   | 28   | 70   | 116  | 131  | 141  | 144  | 119  | 115  | 110  | 105  | 100  | 100  | 92   | 93   | 43   | 19   |

В 2018 году предприятие получило ещё 6 вагонов модели 71-619А. подаренных Москвой.
В 2019 году  в трамваях появилось возможность  безналичной оплаты
В 2021 году получение 5 вагонов модели 71-619К.
В 2023 году внедрение бескондукторной системы оплата проезда.
С начала 2024 года МУП «Горэлектротранс» вошло в федеральную программу «Развитие городского электрического транспорта», по которой планируется обновление подвижного состава в 2025 году.

## Депо
На протяжении более семидесяти лет работы прокопьевского трамвая в городе использовалось 4 депо:
- депо в мастерских шахты им. Калинина на 10 вагонов (1932—1959);
- депо № 2 на Сенной ул. на 15 вагонов (1956—2013);
- депо № 1 на Высокогорной ул. на 30 вагонов (с 1959);
- депо № 3 на Луговой ул. на 30 вагонов (1987—2016).

Также на базе РТТЗ в городе Прокопьевске имеется служба по ремонту пути.

## Действующие маршруты

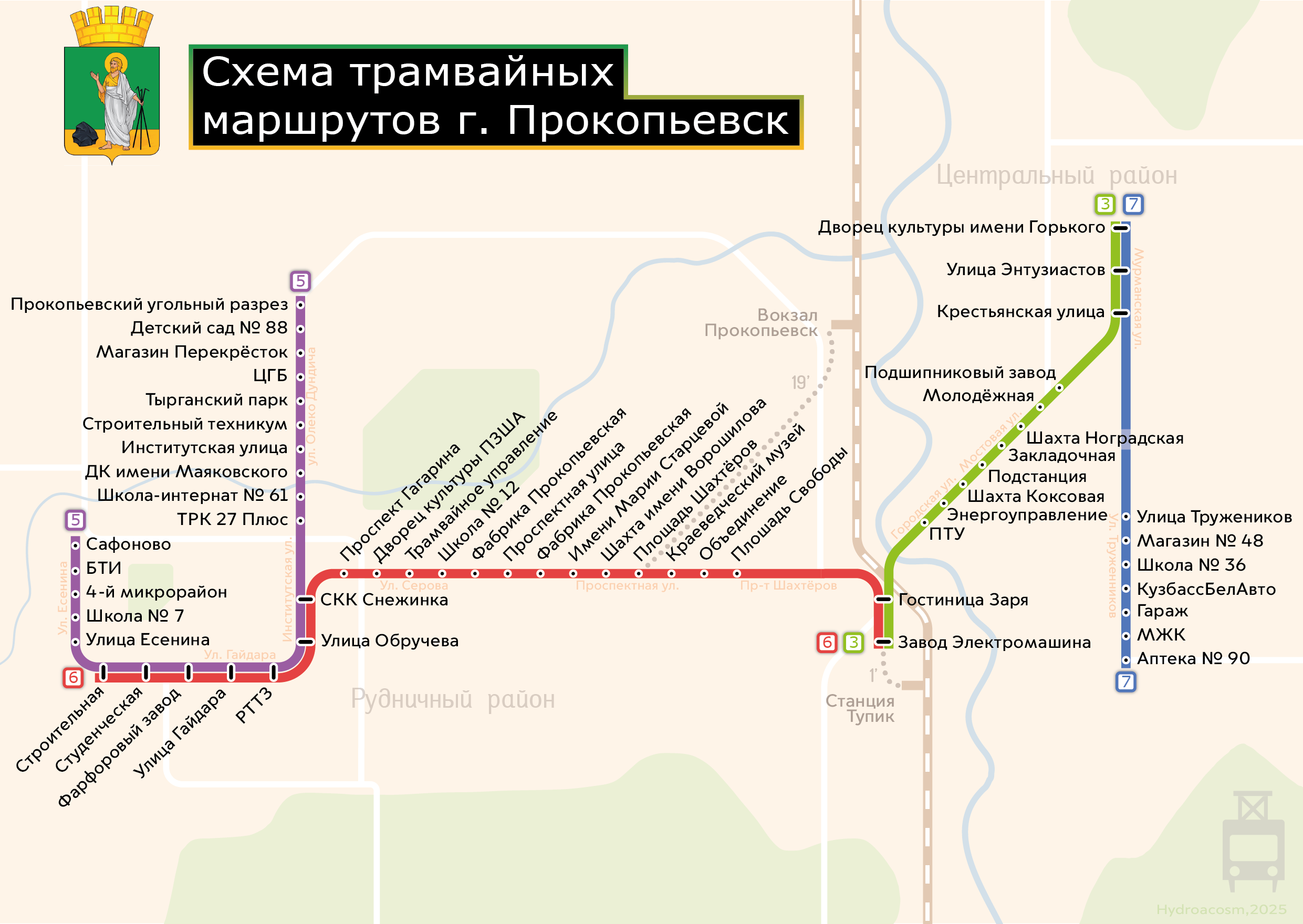
Схема трамвайных маршрутов г. Прокопьевск

На сегодняшний день ежедневно выпускается 19 вагон и действует 4 маршрута движения трамваев 
* № 3: Завод «Электромашина» — ДК «Ясная Поляна»;
* № 5 (до 1 ноября 2016 года — № 9): Сафоново — Разрез «Прокопьевский»;
* № 6: Завод «Электромашина» — Строительная;
* № 7: ДК «Ясная Поляна» — Аптека

## Отменённые маршруты
- № 1: Завод «Электромашина» — РТТЗ;
- № 2: Завод «Электромашина» — им. Марии Старцевой / Строительная — им. Марии Старцевой;
- № 4: Сафоново — ЦГБ;
- № 8: Завод «Электромашина» — Аптека.

## Закрытые маршруты
- № 3А: РТТЗ — Депо № 2;
- № 5: БТИ (с декабря 2016 года — Сафоново) — Хлебозавод.

## РТТЗ
В 1974 году МЖКХ РСФСР в Прокопьевске был открыт ремонтный трамвайно-троллейбусный завод для изготовления запасных частей для электротранспорта, а также нестандартного оборудования.
В 1993 году предприятие было реорганизовано и стало открытым акционерным обществом. После снижения заказов в 1990-е годы на оборудование для электротранспорта предприятие провело диверсификацию производства, начав выпускать различные сварные металлоконструкции и сельхозтехнику.

## Музей
В трамвайном депо № 1 располагается музей прокопьевского трамвая. Экспозиция музея отражает основные вехи в развитии трамвая и города в целом.

## Предприятие-эксплуатант
Эксплуатацией трамвайного хозяйства занимается муниципальное унитарное предприятие «Горэлектротранс» (МУП «ГЭТ»).

## Галерея

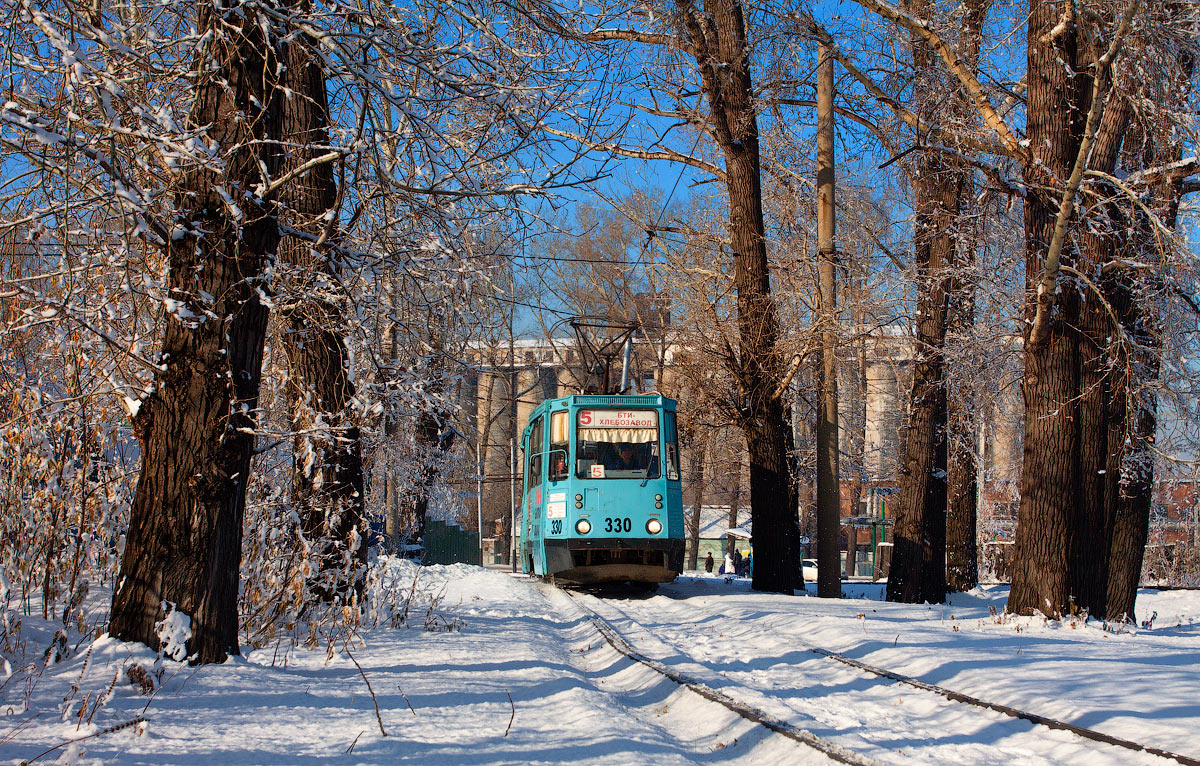
Трамвай прибывает на конечную остановку «Хлебозавод»
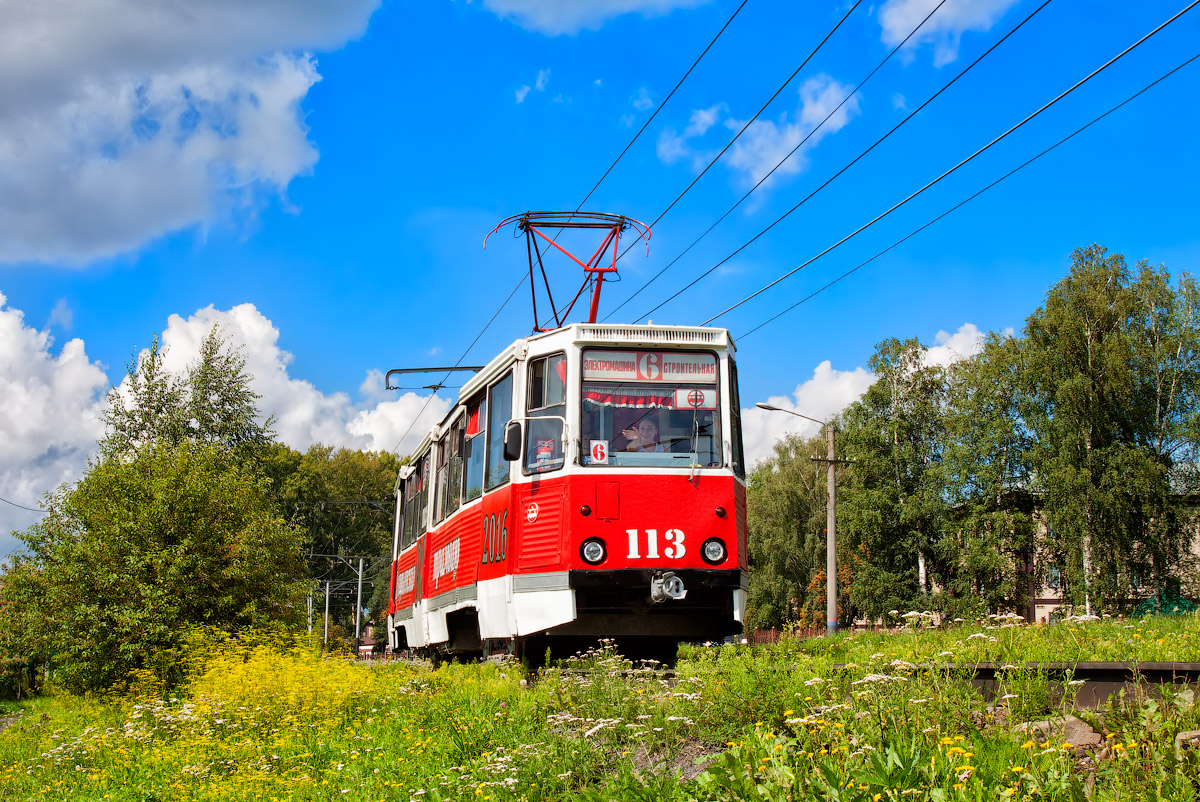
Улица Серова
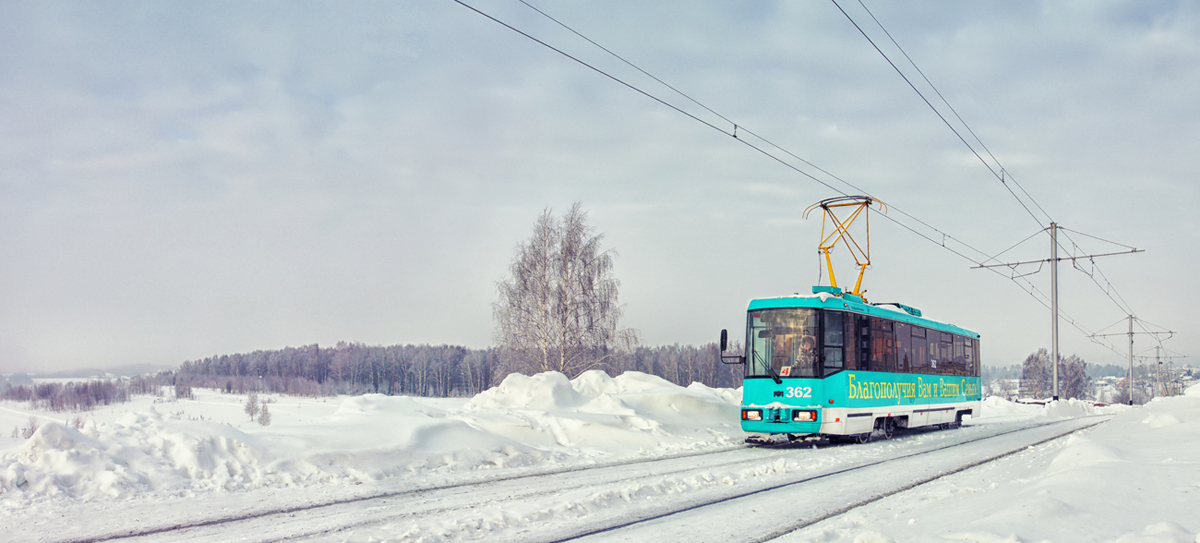
Улица Есенина
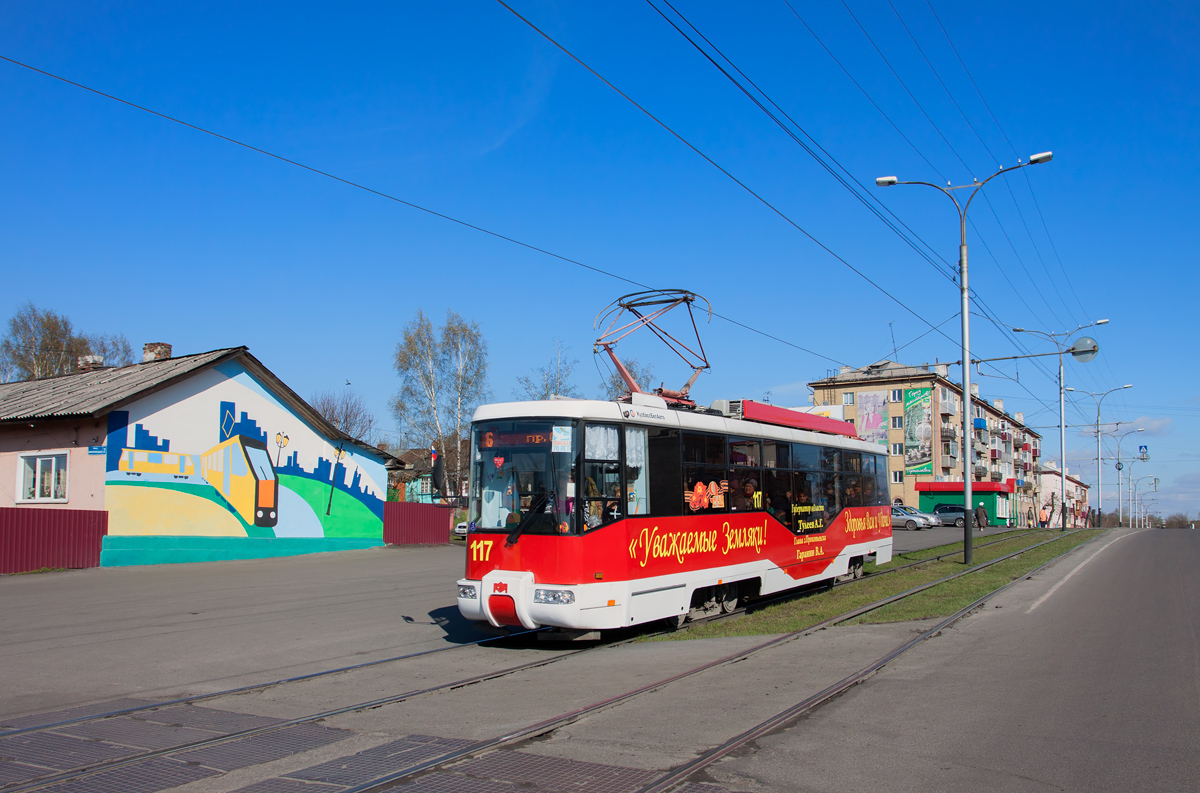
Торцы одноэтажных домов по проспекту Шахтёров оформлены рисунками с трамвайной тематикой
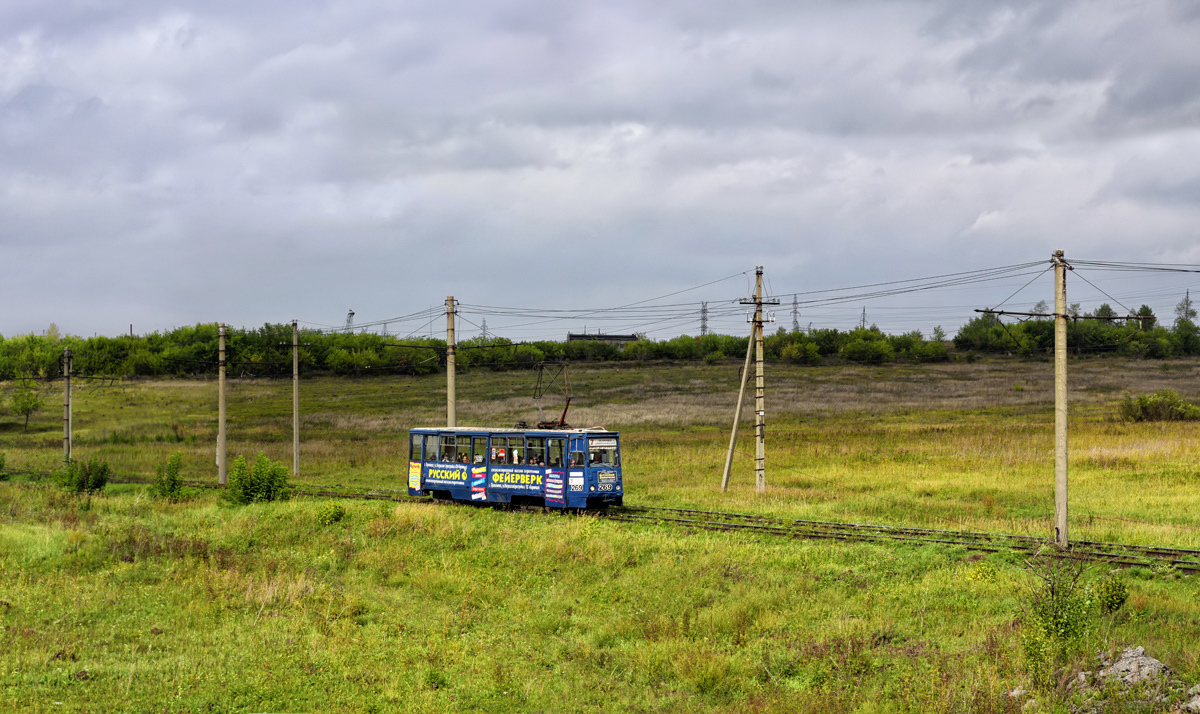
Живописная линия на Северный Маганак
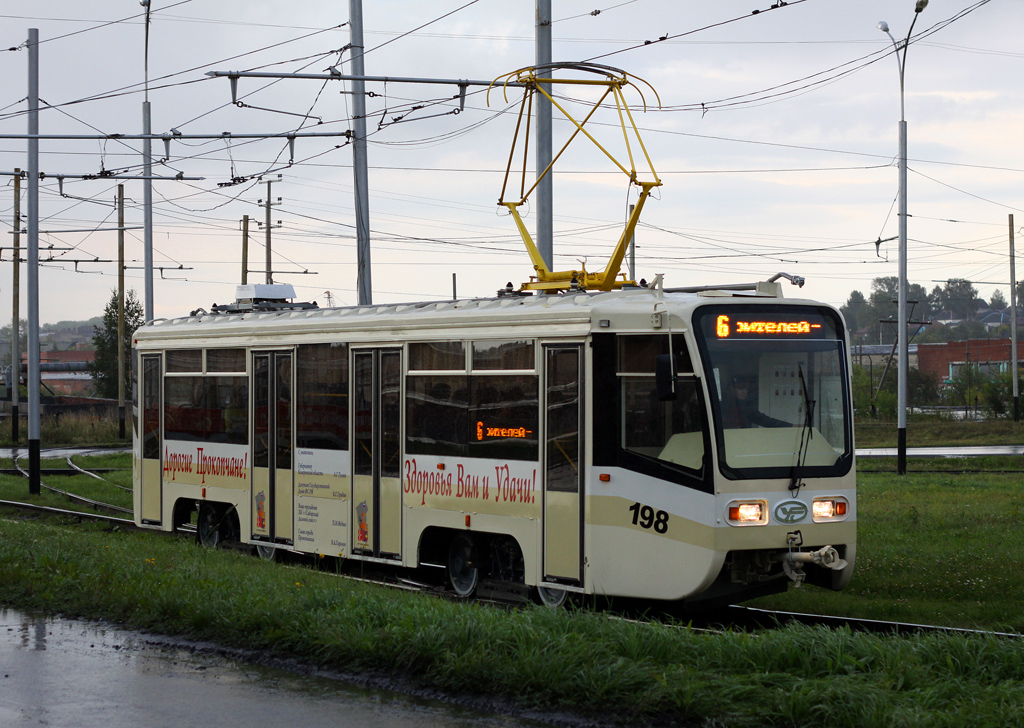
Улица Гайдара
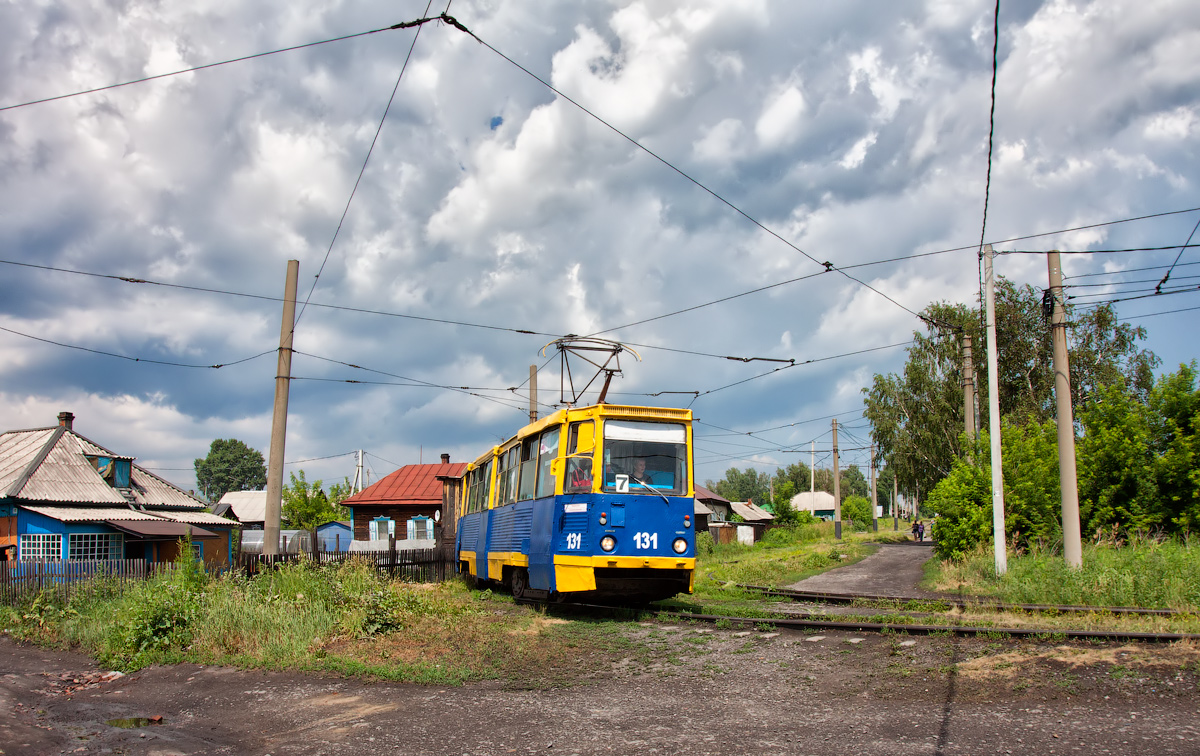
Мурманская улица / улица Тружеников
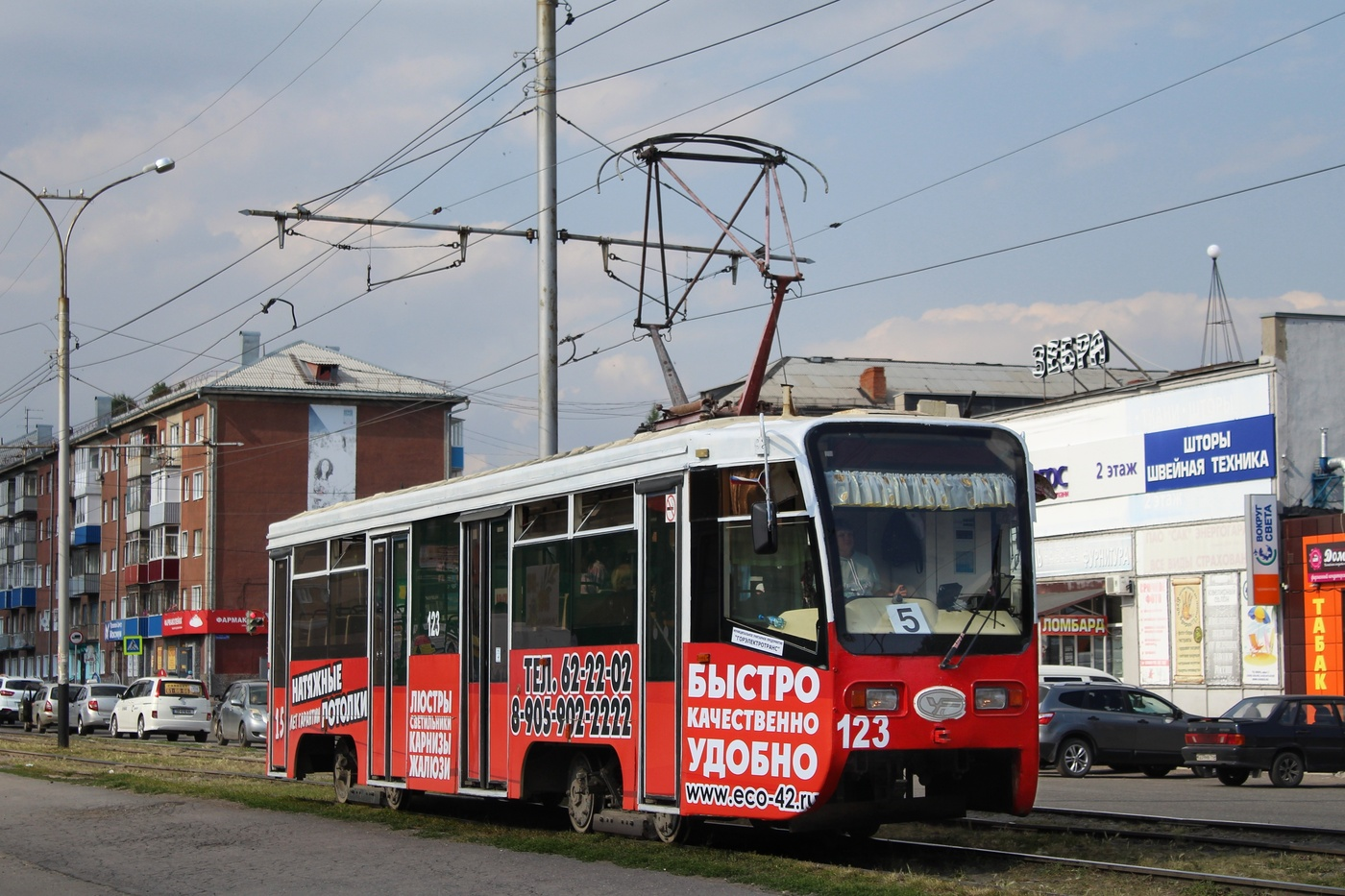
Институтская улица
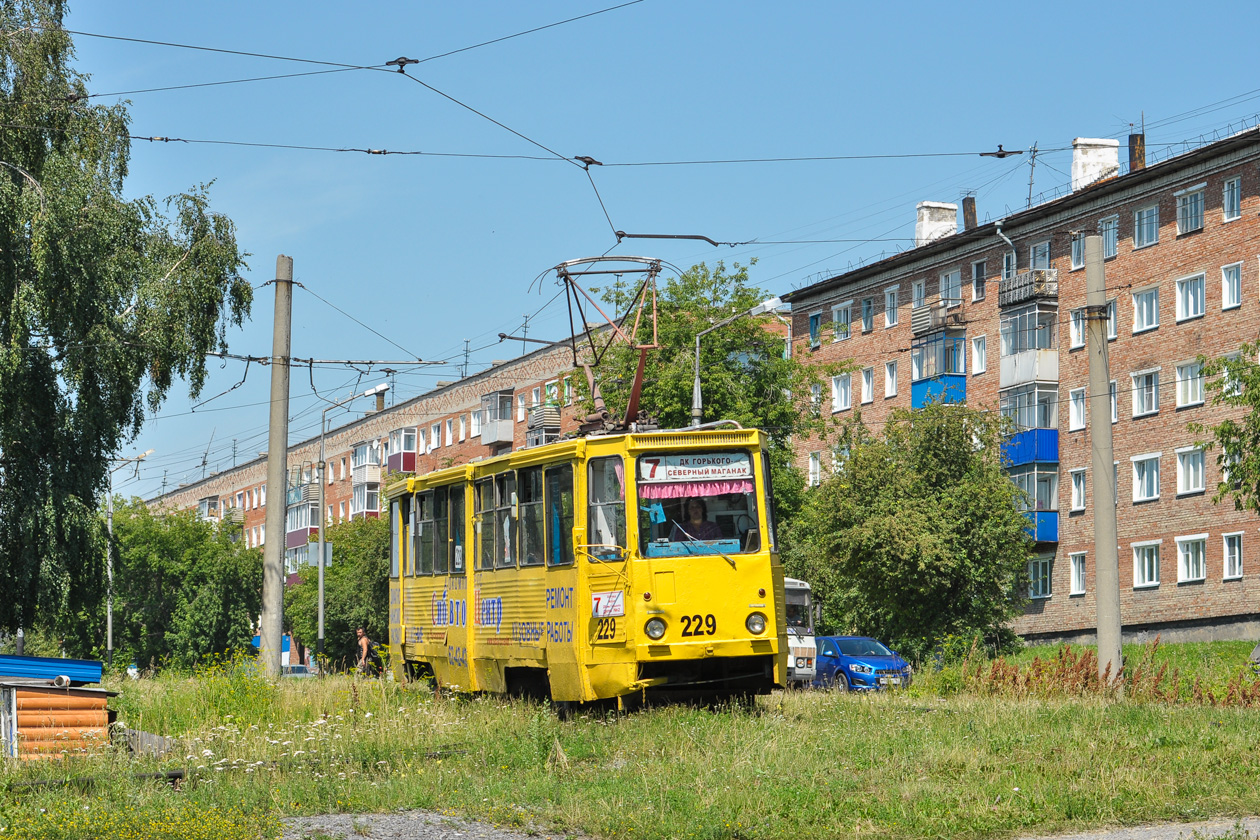
Оренбургская улица
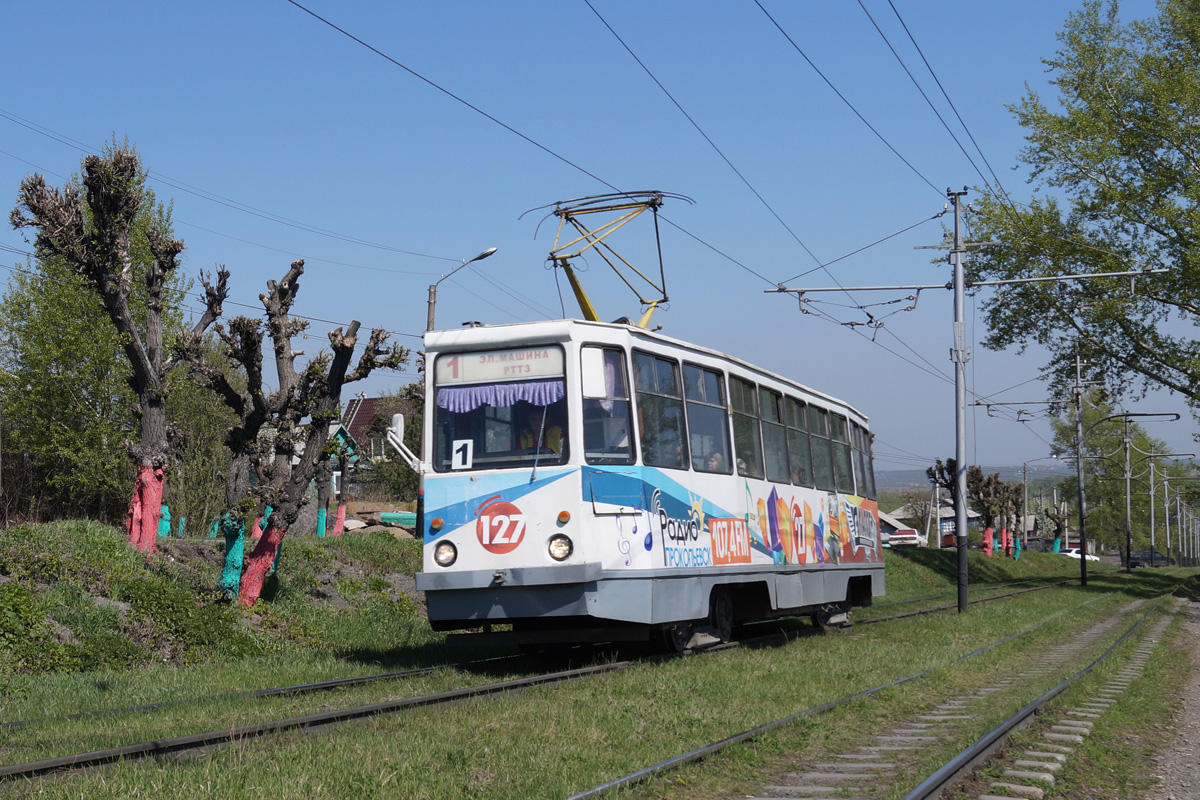
Проспектная улица